# Rudolf Fryderyk Friedlein
Rudolf Fryderyk Friedlein (ur. 7 sierpnia 1811 w Krakowie, zm. 20 lipca 1873 w Warszawie) – bibliotekarz, wydawca, uczestnik Powstania listopadowego.

## Życiorys
Był synem Jana Jerzego Friedleina i Teresy z Gleixnerów. Nauki w zawodzie pobierał u ojca a w 1839 roku został udziałowcem w księgarni Spessa w Warszawie. Od 1848 roku stał się samodzielnym właścicielem. Wydawał różne tytułu głównie nuty, prowadził działalność sortymentową i nakładczą. Podczas Powstania listopadowego służył jako żołnierz 5 pułku ułanów, następnie został aresztowany, osadzony w Twerze a następnie zesłany na 5 lat w głąb Rosji.